# Pablo Echenique
Pablo Echenique Robba (Rosario, 28 agosto 1978) è un fisico e politico argentino naturalizzato spagnolo.
È stato europarlamentare dal luglio 2014 al marzo 2015 eletto in Spagna tra i rappresentanti di Podemos, dopodiché è diventato deputato al Parlamento di Aragona. È un fisico, laureatosi presso l'Università di Saragozza e dall'infanzia è affetto da atrofia muscolare spinale.